# 南辰村

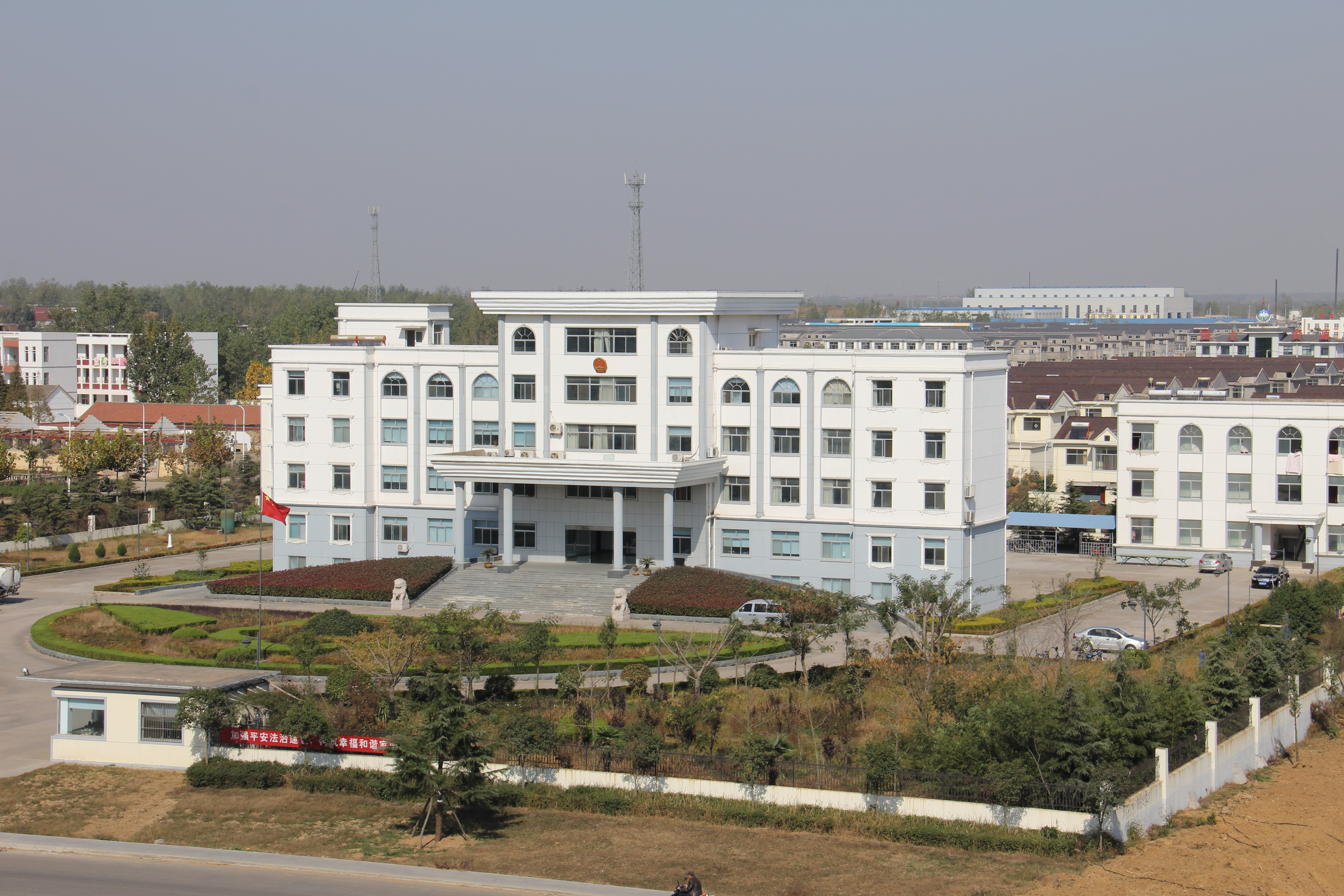
南辰村村貌

南辰村，位于中国江苏省连云港市东海县北部，地处江蘇（簡稱：苏）山東（簡稱：鲁）两省交界处，三面被山东省临沭县大兴镇包围，居沭河之阴，临江苏省最大的人工水库——石梁河水库（又称海陵湖）上游，目前全村人口约4300人（2010年）。

## 地理交通
南辰村交通位置优越，至县城26公里，南距连云港白塔埠机场30公里，北距临沂机场50公里，310国道在其南部约8公里处，北临327国道，离东海县温泉旅游度假区约为10公里，以50公里为半径，可直达京沪、连霍高速、沿海高速及陇海铁路。
进入新世纪以来，随着投资3000万的南辰大桥的建成和衡山公路通车，南辰村的交通状况获得了极大改观，彻底终结了南辰村去县城需绕行山东的历史。
本村高度重视村内环境，目前已基本实现全部巷道硬化及路灯照明。

## 本村工业
相比较周边地区，南辰村工业近年来有比较大的发展，初步形成了以纺织、机械、塑料为主的产业格局，为本村经济的进一步发展奠定了基础。
基于南辰村工业经济的发展，2010年东海县政府批准在原南辰乡南辰村处设立东海县经济开发区北区，在县和上级政府的大力支持下，南辰村初步实现建成南北两个集中的工业园区，目前园区进驻企业为16家。
目前进驻的企业主要有江苏省堂皇集团连云港家纺有限公司，连云港金格利塑业有限公司，连云港天弘管业有限公司，连云港赛驰机械设备有限公司等。

### 新农村建设
伴随工业经济等的发展，南辰村近年来新农村建设如火如荼，村民居住条件大幅改善，农民新居的建设使得本村面貌焕然一新。
为满足本地和两省交界地区的商品流通需求，本村专门开辟了2条总长达3000米的商业临街铺面，实现了生活和商业区域的有效区分，商业区域初现集中效应，吸引了本地和周边客商，区域微观经济和边贸经济的效应初步展现。
该村在工商业经济发展的同时，积极促进社会的和谐发展，为进一步改善村名娱乐休闲环境，近年来投资修建了供村民休闲娱乐的南辰广场。

## 科教文卫

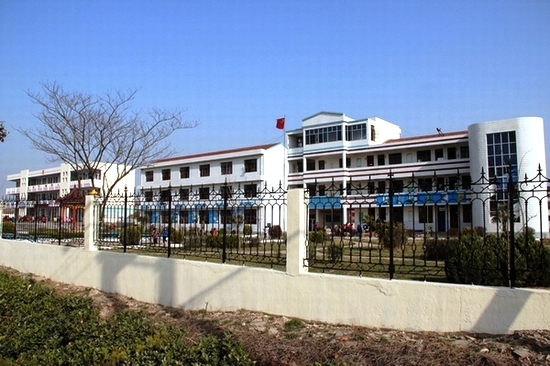
南辰中心小学

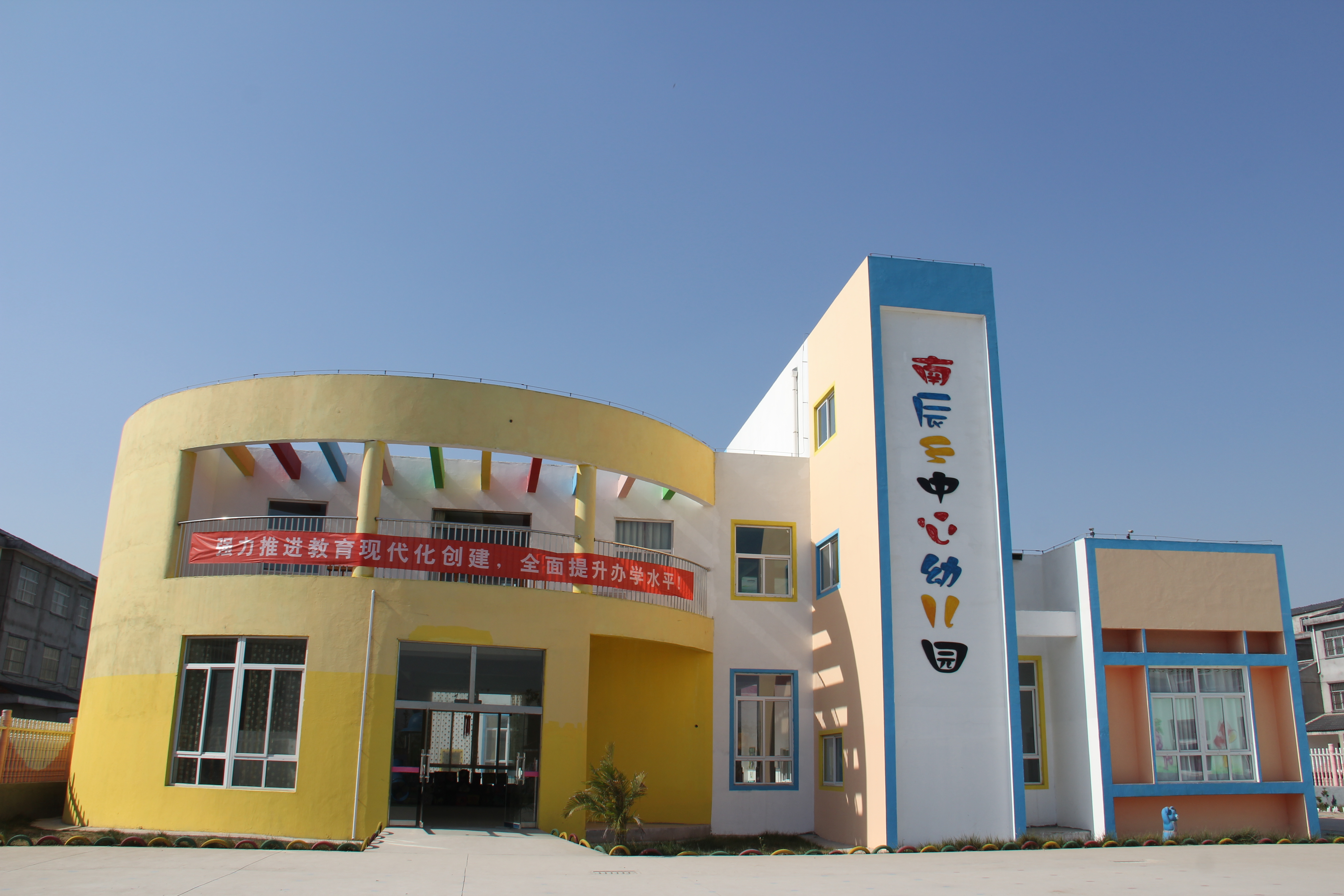
南辰村幼儿园

南辰村目前建有一所村镇医院，名为南辰慈心医院，该院是由台湾省企业家兼社会慈善家谢政达先生所有的慈心慈善基金会出部分资金援助兴建的。
南辰中心小学目前在校学生680多人，教职员工47名，17个教学班。南辰中心小学的最早的一栋教学楼最先由日本驻上海领事馆于20世纪90年代捐资69000美元建设，2000年以后由美国菲尼克斯集团捐资建设了另一批现代化的教学设施。
南辰中学，现有63个教学班，学生3129人，教职工307人，专任教师241人。南辰中学教学楼则是由江苏省政府、丹阳市政府、以及一些社会团体捐建的。

## 旅游
南辰村位于石梁河水库上游，湖水碧波万顷，湖泊面积约为85平方公里，自然形成万亩湿地，是苏北地区难得的“一块净土”。漫步其间，林木密密，群鸟欢唱。驻足休憩，芦苇沙沙，荷叶田田。这里生态资源丰富，被誉为“养生福地”，在可预见的未来也必然是水上休闲和娱乐的好去处。

南辰乡近年来着力改造村容村貌，大力推进硬件建设，努力改善经商和对外引资的环境。2012年初由南通客商投资兴建的三星级酒店金悦轩投入运营，极大提高了本村接待能力和水平。

## 图集

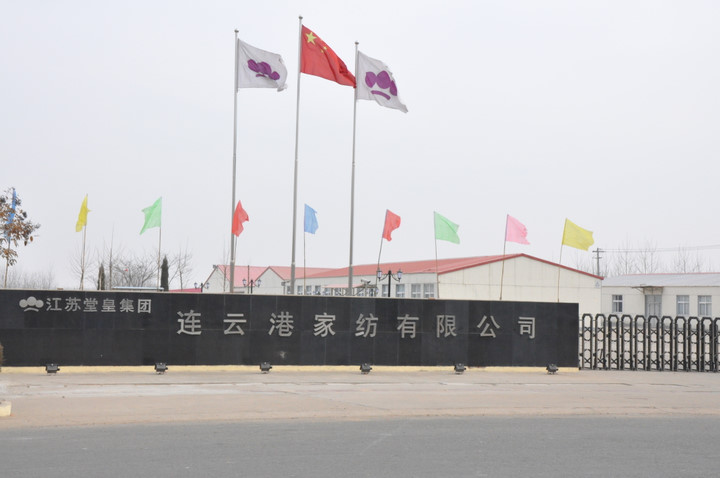
江苏堂皇集团连云港家纺有限公司
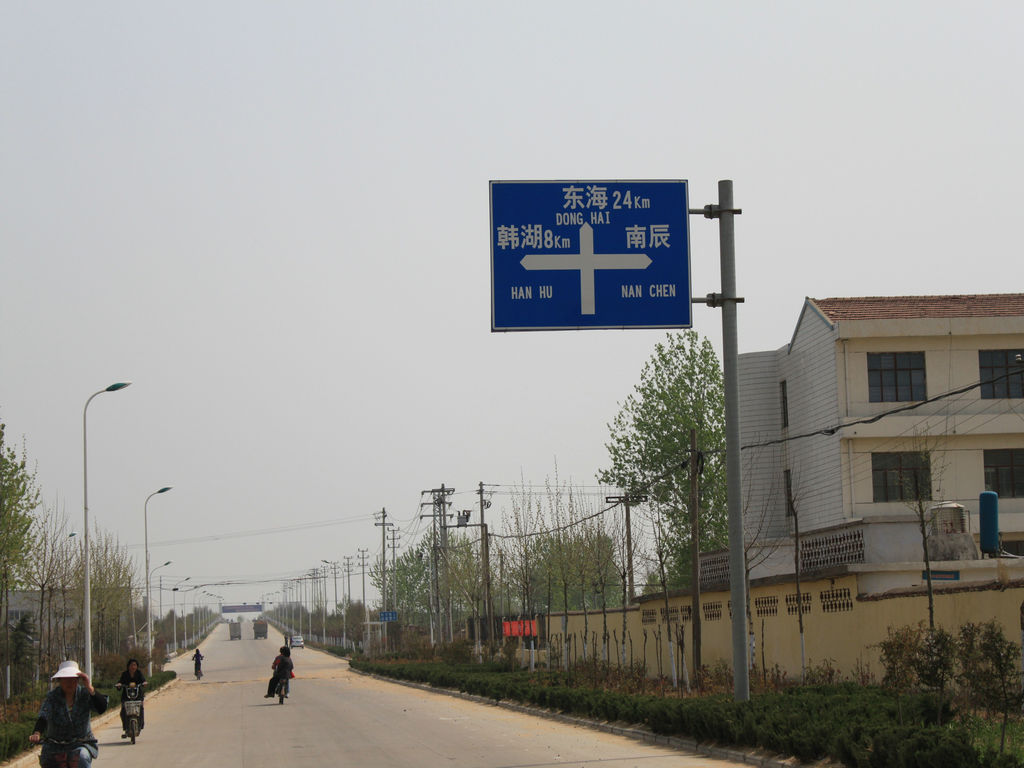
南辰村交通
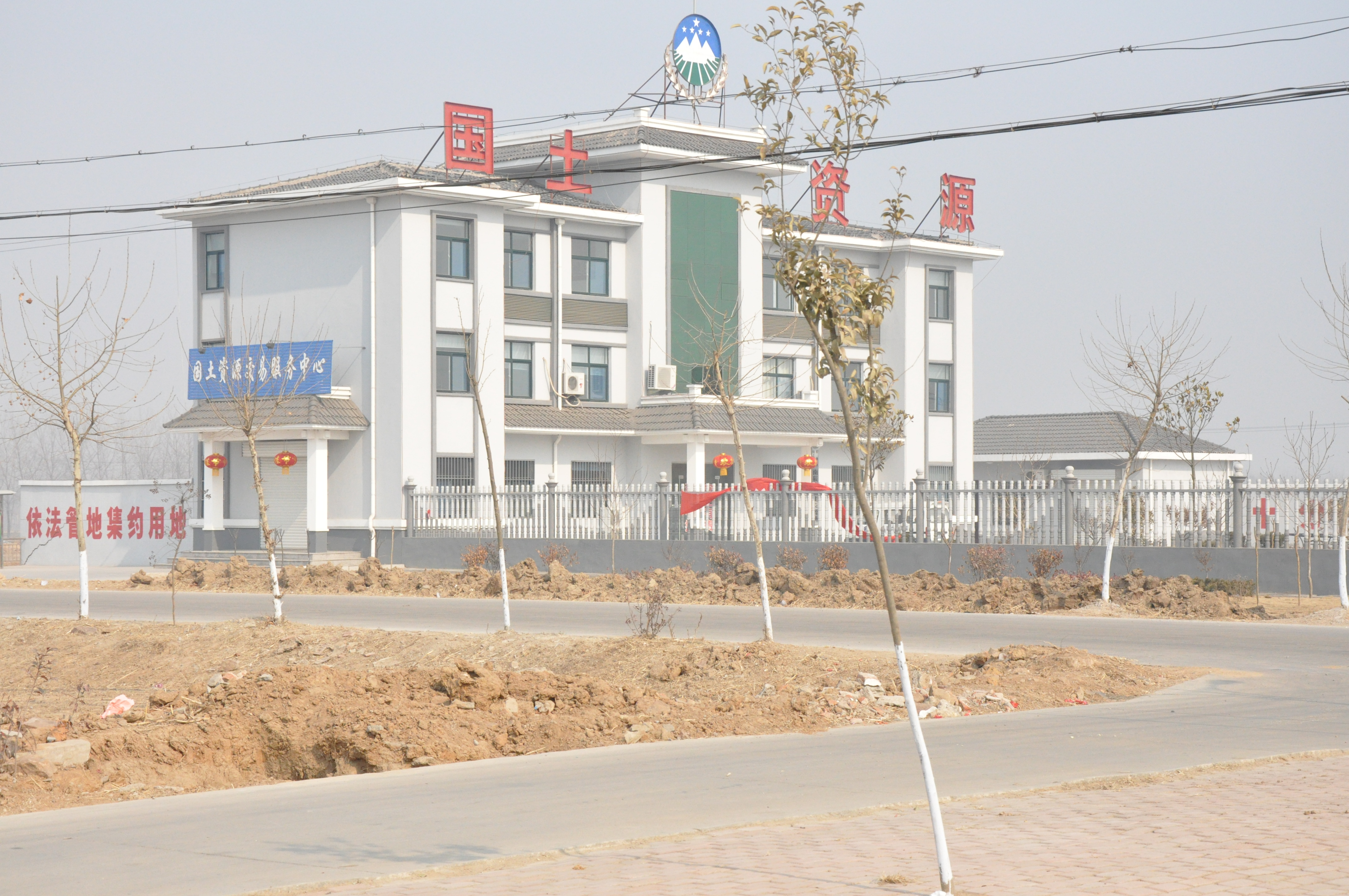
南辰乡土地管理所
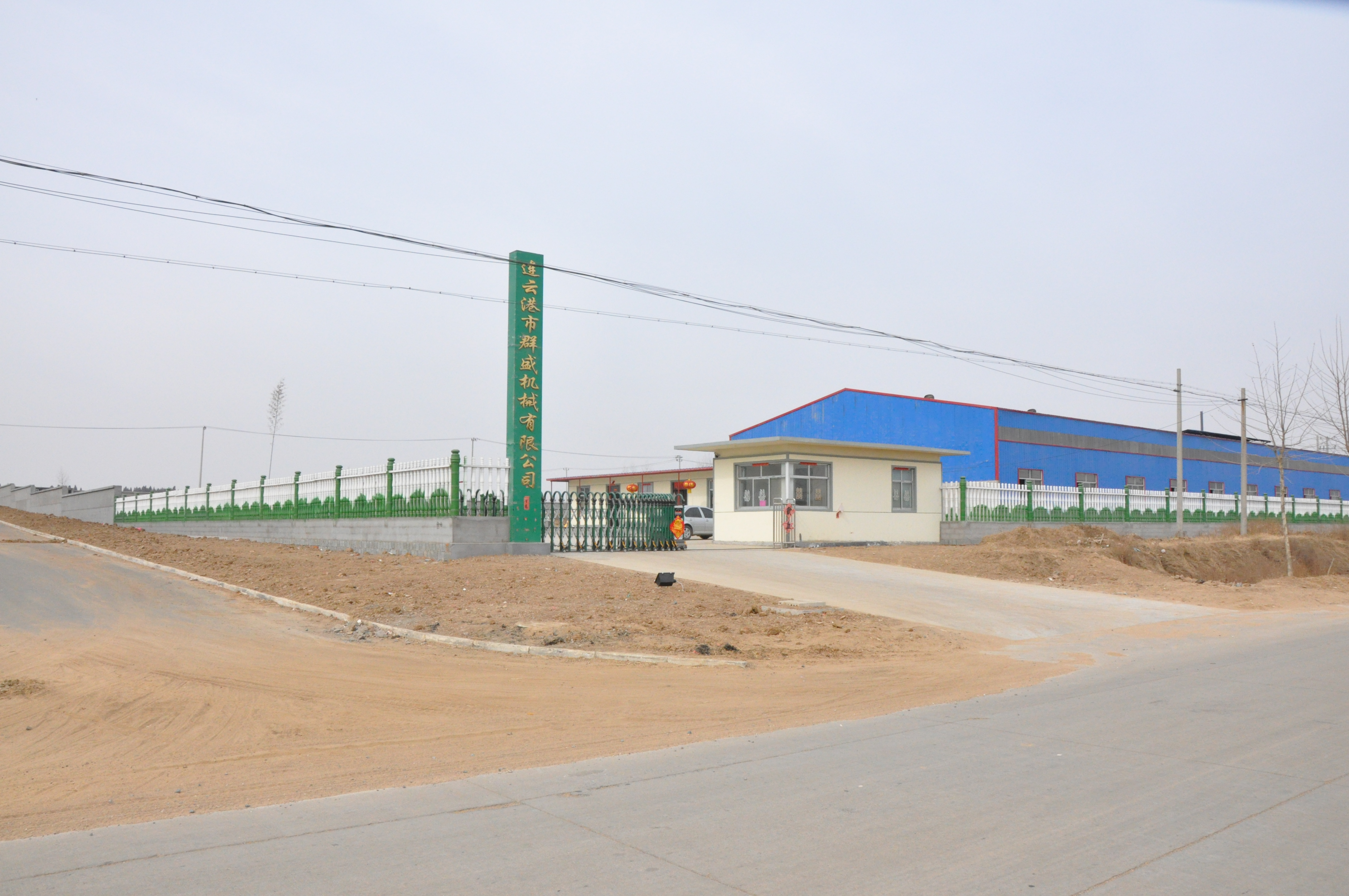
连云港群威机械有限公司
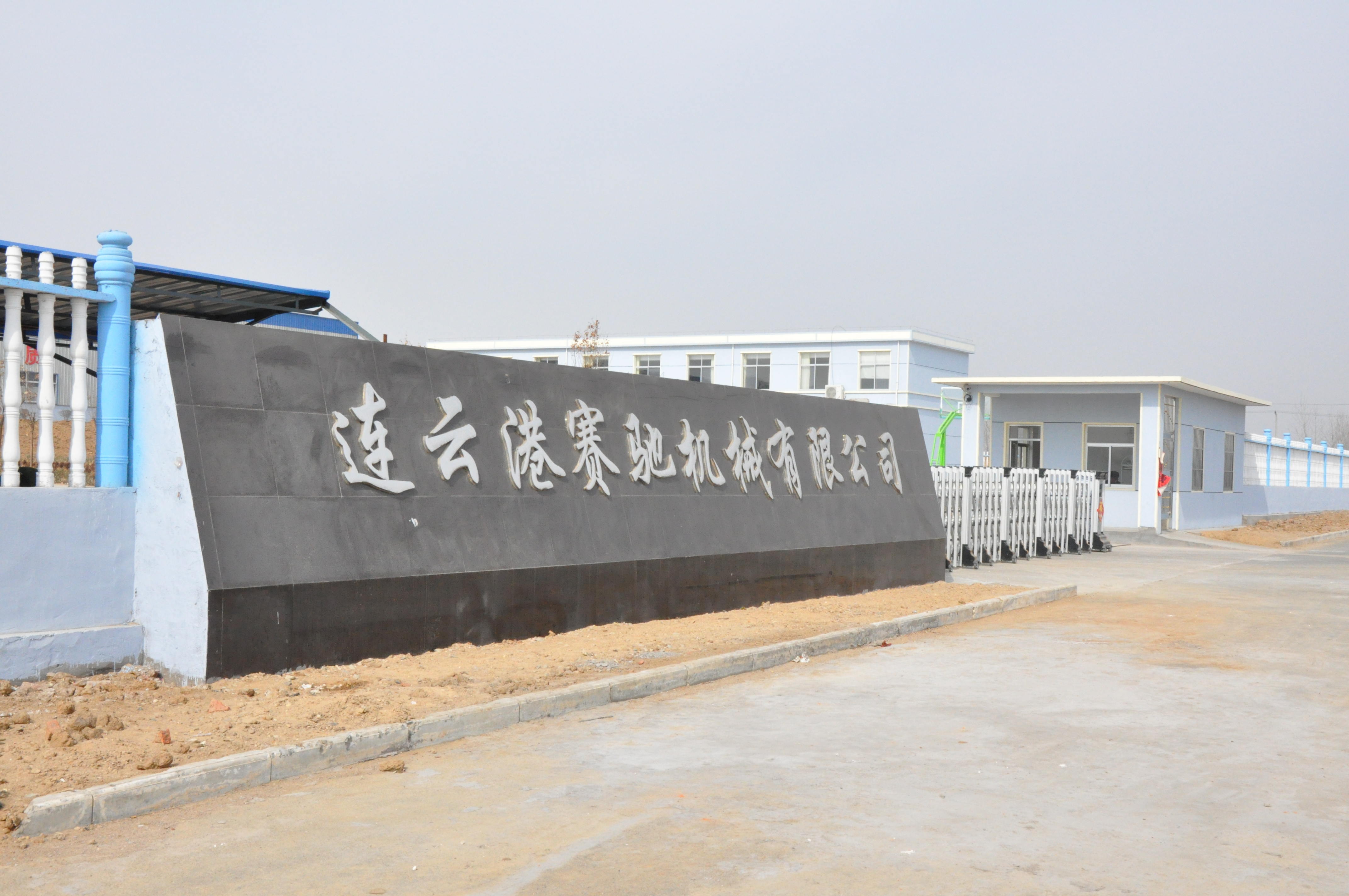
连云港赛驰机械设备有限公司
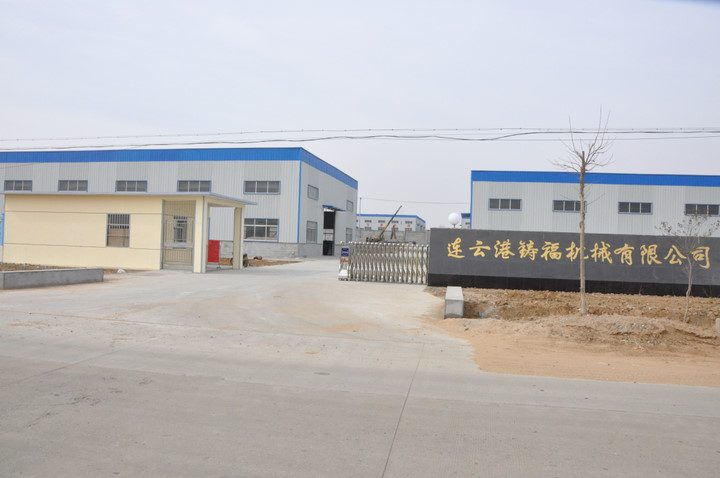
连云港铸福机械有限公司.jpg
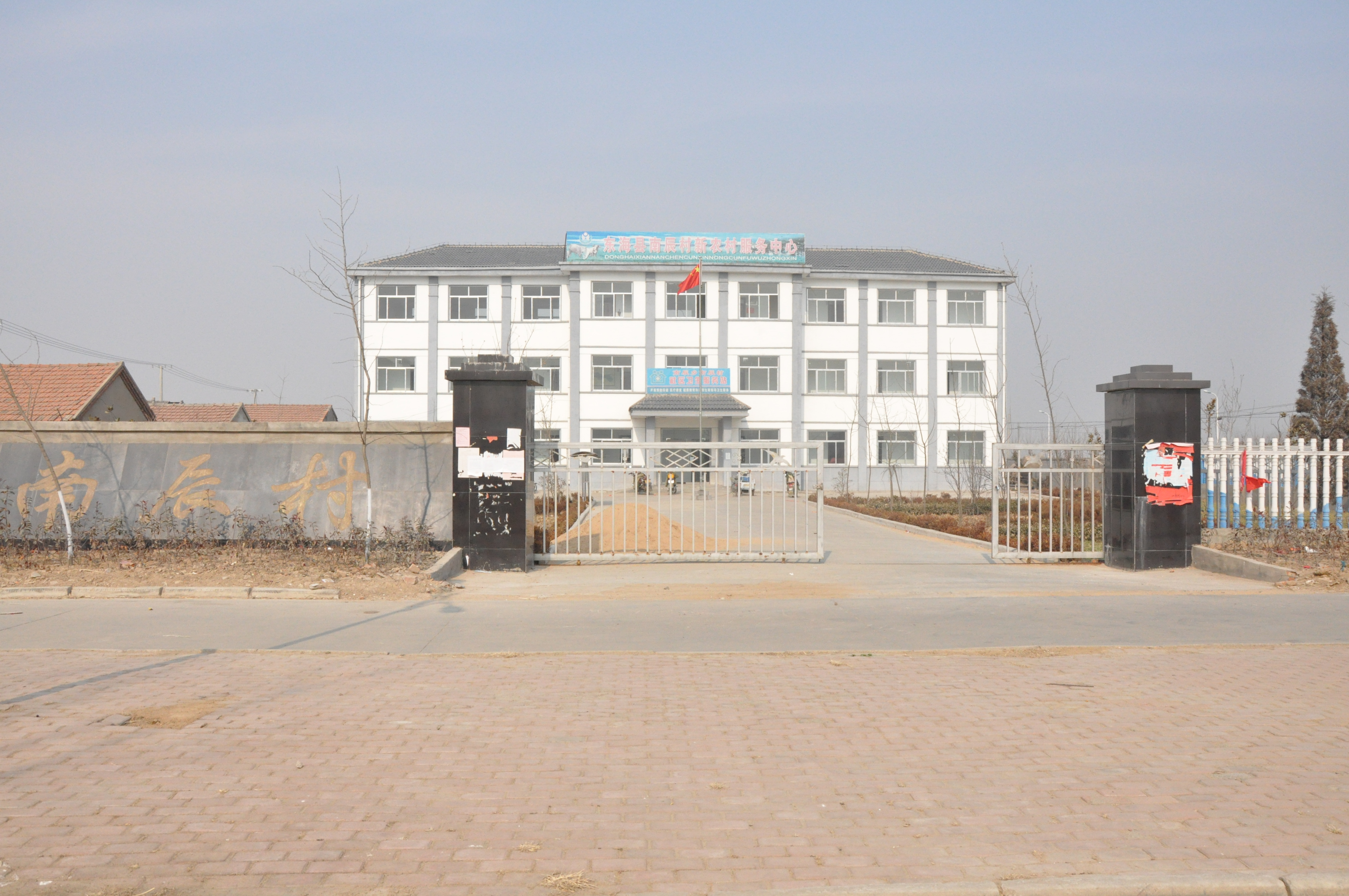
南辰村部
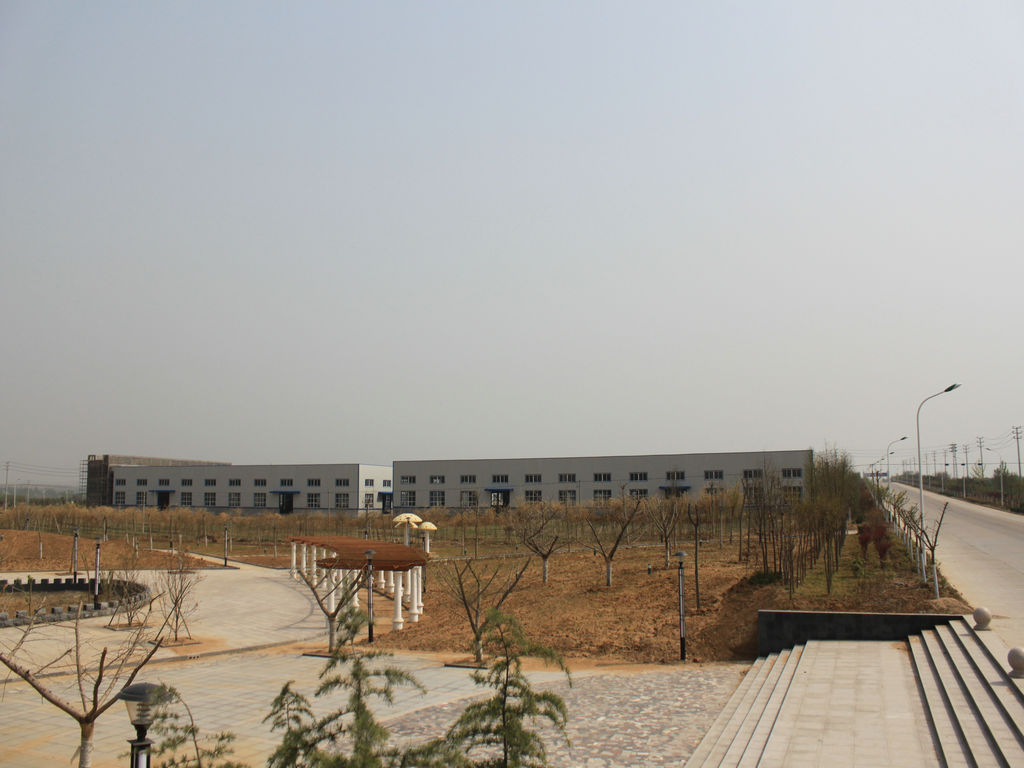
南辰广场